# Gilles Gahinet
 (septembre 2016).
Si vous disposez d'ouvrages ou d'articles de référence ou si vous connaissez des sites web de qualité traitant du thème abordé ici, merci de compléter l'article en donnant les références utiles à sa vérifiabilité et en les liant à la section « Notes et références ».
Gilles Gahinet est un navigateur et architecte naval français, né le 25 août 1947 à Larmor-Baden, et mort le 10 octobre 1984 à Nantes.

## Biographie
Il a été professeur de technologie et a terminé sa carrière d'enseignant au lycée technique de Saumur en 1979, année qu'il a consacrée à la préparation de la transat en double avec Eugène Riguidel. Il est l'auteur du livre Deux pour vaincre avec le navigateur Eugène Riguidel, paru en 1979. Il meurt d'un cancer en 1984.
Son fils Gwénolé Gahinet est également navigateur.

## Palmarès
- 1975 : 2e de la Course de l'Aurore
- 1976 : 3e de la Course de l'Aurore
- 1977 : vainqueur de la Course de l'Aurore sur le Half Tonner Gradlon 2, un plan Ron Holland
- 1978 : 3e de la Course de l'Aurore
- 1979 : 1er de la Transat en double Lorient/Bermudes/Lorient avec Eugène Riguidel sur VSD[4]
- 1980 : vainqueur de la Solitaire du Figaro sur un Cesma qu'il a conçu[4]
- 1981 : 3e de la Solitaire du Figaro
- 1982 : 2e de la Solitaire du Figaro
- 1984 : Abandon Ostar sur le catamaran de 18,28 m 33 Export (Ollier design)

## Conceptions
- Le catamaran Delta 7 adapté à la manœuvre par des handicapés
- Les trimarans Speed 770, Speed 944 et Freely 8m Ocqueteau
- Le dériveur lesté Volum 500 Ocqueteau
- Un certain nombre de Half-Tonner (jauge IOR) pour la Solitaire du Figaro, dont Port de Pornic avec lequel il gagne l'épreuve en 1980

## Postérité
- Une régate annuel porte son nom à Larmor-Baden[5]
- Un collège porte son nom à Arradon.
- Une rue porte son nom à Vannes, Lorient, Arradon, Pontivy, Pluneret, Melesse et Saint-Avé.
- Un quai porte son nom à Ploemeur, sur le port de Lomener
- Un lotissement porte son nom à Larmor-Baden